# Test chi quadrato di Pearson
Il test chi quadrato di Pearson (o della bontà dell'adattamento)
è un test non parametrico applicato a grandi campioni
quando si è in presenza di variabili nominali
e si vuole verificare se il campione è stato estratto da una popolazione
con una predeterminata distribuzione o che due o più campioni derivino dalla stessa popolazione.
Fa parte di un'ampia classe di test detti test chi quadrato
in quanto hanno in comune le formule e la variabile casuale Chi Quadrato
ma non necessariamente anche le ipotesi di base o le finalità.

## Test della bontà dell'adattamento
Questa variante del test utilizza i dati di un solo campione
e verifica l'ipotesi nulla che il campione sia stato estratto
da una popolazione di cui è nota la distribuzione.
Sia
{\displaystyle X^{2}=\sum _{i=1}^{g}{\frac {(n_{i}-E_{i})^{2}}{E_{i}}}=\sum _{i=1}^{g}{\frac {n_{i}^{2}}{E_{i}}}-n}
dove
{\displaystyle n_{i}} è il numero di casi osservati nel campione per la i-esima modalità
{\displaystyle E_{i}} è il numero di casi attesi nel caso l'ipotesi nulla fosse vera
g è il numero di modalità nella quale si esprime la variabile nominale
{\displaystyle n=\sum _{i=1}^{g}n_{i}=\sum _{i=1}^{g}E_{i}} è la numerosità del campione.
Allora X² è distribuita approssimativamente 
come una variabile casuale Chi Quadrato con (g-1) gradi di libertà
{\displaystyle \chi _{g-1}^{2}}.
Si richiede però che tutte le frequenze attese {\displaystyle E_{i}} raggiungano un valore
minimo (a seconda delle esigenze, almeno pari a 5 oppure almeno pari a 10).
Qualora ci siano delle frequenze attese troppo piccole, bisogna procedere
ad un raggruppamento di modalità.

## Test per due campioni indipendenti
Questa variante del test, per molti versi uguale alla precedente,
verifica l'ipotesi nulla che due campioni siano indipendenti e derivino dalla stessa popolazione
(di cui non è richiesto conoscere la distribuzione).
Organizzati i dati in una tabella di contingenza g x 2,
sia
{\displaystyle X^{2}=\sum _{i=1}^{g}\sum _{j=1}^{2}{\frac {(n_{ij}-E_{ij})^{2}}{E_{ij}}}=\sum _{i=1}^{g}\sum _{j=1}^{2}{\frac {n_{ij}^{2}}{E_{ij}}}\ -\ n}
dove
{\displaystyle n_{ij}} è il numero di casi osservati nel campione j e che corrispondono alla i-esima modalità
{\displaystyle E_{ij}} è il numero di casi attesi nel campione j e per la i-esima modalità nel caso l'ipotesi nulla fosse vera
g è il numero di modalità nella quale si esprime la variabile nominale
{\displaystyle n=\sum _{i=1}^{g}\sum _{j=1}^{2}n_{ij}=\sum _{i=1}^{g}\sum _{j=1}^{2}E_{ij}} è la numerosità dei due campioni messi insieme.
per via dell'ipotesi di indipendenza dei campioni si ha che
{\displaystyle E_{ij}={\frac {n_{.j}\ n_{i.}}{n}}}
essendo
{\displaystyle n_{.j}=\sum _{i=1}^{g}n_{ij}} , la numerosità di ciascun campione
{\displaystyle n_{i.}=\sum _{j=1}^{2}n_{ij}} , la frequenza marginale per ciascuna della g modalità
Allora, se i campioni sono sufficientemente grandi, e le modalità tali che tutti gli {\displaystyle e_{ij}} 
non sono troppo piccoli (a seconda della esigenze almeno pari a 5 o almeno pari a 10),
la variabile test X² è distribuita come una variabile casuale Chi Quadrato con (g-1) gradi di libertà
({\displaystyle \chi _{g-1}^{2}})

## Test per k campioni indipendenti
Questa variante del test, praticamente uguale alla precedente,
verifica l'ipotesi nulla che k campioni siano indipendenti e derivino dalla stessa popolazione
(di cui non è richiesto conoscere la distribuzione).
Organizzati i dati in una tabella di contingenza g x k,
sia
{\displaystyle X^{2}=\sum _{i=1}^{g}\sum _{j=1}^{k}{\frac {(n_{ij}-E_{ij})^{2}}{E_{ij}}}=\sum _{i=1}^{g}\sum _{j=1}^{k}{\frac {n_{ij}^{2}}{E_{ij}}}\ -\ n}
dove
{\displaystyle n_{ij}} è il numero di casi osservati nel campione j e che corrispondono alla i-esima modalità
{\displaystyle E_{ij}} è il numero di casi attesi nel campione j e per la i-esima modalità nel caso l'ipotesi nulla fosse vera
g è il numero di modalità nella quale si esprime la variabile nominale
{\displaystyle n=\sum _{i=1}^{g}\sum _{j=1}^{k}n_{ij}=\sum _{i=1}^{g}\sum _{j=1}^{k}E_{ij}} è la numerosità di tutti i campioni messi insieme.
per via dell'ipotesi di indipendenza dei campioni si ha che
{\displaystyle E_{ij}={\frac {n_{.j}\ n_{i.}}{n}}}
essendo
{\displaystyle n_{.j}=\sum _{i=1}^{g}n_{ij}} , la numerosità di ciascuno dei k campioni
{\displaystyle n_{i.}=\sum _{j=1}^{k}n_{ij}} , la frequenza marginale per ciascuna della g modalità
Allora, se i campioni sono sufficientemente grandi, e le modalità tali che tutti gli {\displaystyle e_{ij}} 
non sono troppo piccoli (a seconda della esigenze almeno pari a 5 o almeno pari a 10),
la variabile test X² è distribuita come una variabile casuale Chi Quadrato con (g-1)(k-1) gradi di libertà
({\displaystyle \chi _{(g-1)(k-1)}^{2}})

## Test alternativi
Qualora la variabile nominale sia dicotomica, allora si può fare ricorso al
test binomiale, valido anche nel caso di piccoli campioni.
Nel caso di un solo o al massimo due campioni,
qualora la variabile sia stata all'origine ordinale (e possibilmente continua)
allora si può fare ricorso al test di Kolmogorov-Smirnov,
per il quale non si pone il problema di valori attesi piccoli
e dunque, non necessitando di raggruppare le classi, sfrutta meglio
le informazioni presenti nei dati.
Nel caso di due campioni e una variabile dicotomica,
si può ricorrere al test esatto di Fisher
che sfrutta tutte le informazioni disponibili nei dati,
qualora si tratti di variabili intrinsecamente dicotomiche.